# Fenerivia capuronii
Fenerivia capuronii (Cavaco & Keraudren) R.M.K. Saunders – gatunek rośliny z rodziny flaszowcowatych (Annonaceae Juss.). Występuje endemicznie we wschodniej części Madagaskaru. 

## Morfologia
PokrójZimozielone drzewo dorastające do 15 m wysokości.
LiścieMają kształt od podłużnie eliptycznego do podłużnie lancetowatego lub owalnego. Mierzą 9–11 cm długości oraz 3–3,5 cm szerokości. Są skórzaste. Nasada liścia zbiega po ogonku. Blaszka liściowa jest o tępym lub spiczastym wierzchołku. Ogonek liściowy jest nagi i dorasta do 5 mm długości.
KwiatySą pojedyncze, rozwijają się w kątach pędów. Działki kielicha mają owalny kształt i dorastają do 8 mm długości. Płatki mają równowąski kształt, są lekko owłosione i osiągają do 6 mm długości. Kwiaty mają 18 owłosionych owocolistków o podłużnym kształcie.

## Biologia i ekologia
Rośnie w lasach, na terenach nizinnych.